# Sulfolan
Sulfolan, systematischer Name Tetrahydrothiophen-1,1-dioxid, zählt zu den Sulfonen und ist ein polares Lösungsmittel. Das Molekül lässt sich als Fünfring aus vier Kohlenstoff-Atomen und einem doppelt oxidierten Schwefel-Atom beschreiben. 

## Eigenschaften
Der Flammpunkt liegt bei 165 °C, die spezifische Wärmekapazität beträgt 1,5 J/(g·K). Sulfolan ist der Wassergefährdungsklasse WGK 1 zugeordnet.

## Verwendung
In der Technik dient es als Lösungsmittel, z. B. zur Extraktion von Aromaten. In der Gasreinigung wird es zur Abtrennung von Schwefelverbindungen eingesetzt.
Anders als Dimethylsulfoxid oder Dimethylsulfon kann es nicht medizinisch genutzt werden, um als Lösungsmittel Stoffe (z. B. Medikamente) durch Zellmembranen zu transportieren, da es selbst relativ toxisch und seine Biomembrantransportfähigkeit gering ist.